# Alba (partit polític)

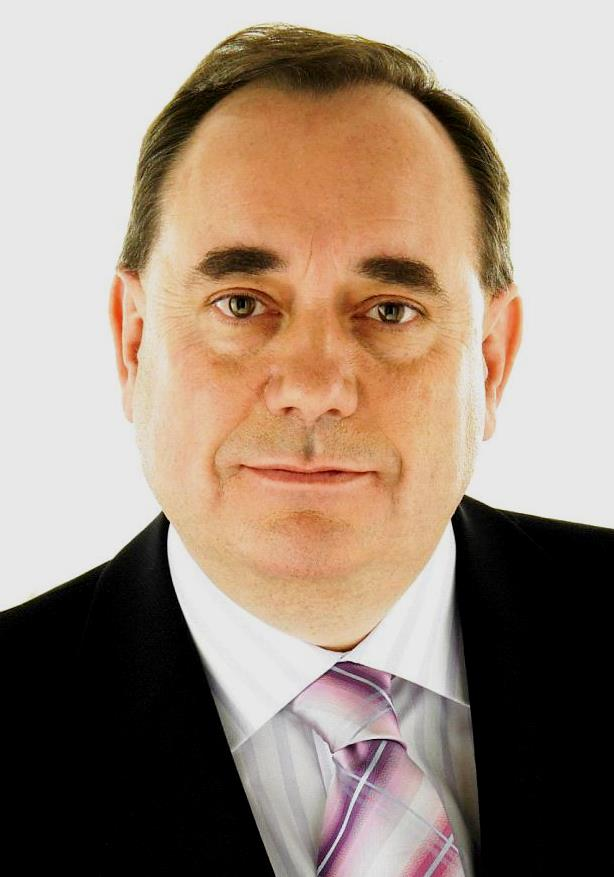
Alex Salmond.

El partit Alba és un partit nacionalista escocès a Escòcia, fundat per Laurie Flynn i llançat públicament per Alex Salmond el 26 de març de 2021. Mantenen representació tant al Parlament escocés com a nivell local gràcies a càrrecs del SNP que s'han passat al partit.

## Història
Salmond va ser dues vegades líder del Partit Nacional Escocès (SNP; 1990-2000, 2004-2014) i el primer Primer Ministre d'Escòcia (2007-2014). El seu diputat i successor com a primer ministre i successor del seu segon període com a líder del SNP va ser Nicola Sturgeon. Des del 2018-2021, hi ha hagué tensions entre Salmond i l'actual direcció de l'SNP derivada de les denúncies de mala conducta sexual contra Salmond i la posterior manipulació indeguda de la investigació del govern escocès sobre el cas.
El Committee on the Scottish Government Handling of Harassment Complaints del Parlament escocès va indestigar els fets, i va criticar les accions del govern de l'SNP, informant-ne el 23 de març de 2021.
Flynn va registrar el partit el gener del 2020, però va lliurar el lideratge a Salmond.

## Resultats electorals

### Cambra dels Comuns
| Any  | Nacional | Nacional | Nacional | Escons totals | ± | Pos. | Govern            |
| Any  | Vots     | %        | Escons   | Escons totals | ± | Pos. | Govern            |
| ---- | -------- | -------- | -------- | ------------- | - | ---- | ----------------- |
| 2024 | 11,784   | 0.5%     | 0 / 57   | 0 / 650       | 2 | 22è  | Extraparlamentari |

### Parlament Escocés
Amb el llançament del partit, dos diputats del SNP, Kenny MacAskill i Neale Hanvey, van passar a l'Alba, però pocs mesos més tard, a les eleccions al Parlament, no van obtenir cap representació. Al 2023 una nova diputada del SNP, Ash Regan, que havia estat Ministra al govern de Nicola Sturgeon, va passar també a l'Alba, mantenint així la presència al Parlament tot i els mals resultats del 2021.
| Any  | Regional | Regional | Regional | Escons totals | ± | Pos. | Govern            |
| Any  | Vots     | %        | Escons   | Escons totals | ± | Pos. | Govern            |
| ---- | -------- | -------- | -------- | ------------- | - | ---- | ----------------- |
| 2021 | 44,913   | 1.7      | 0 / 56   | 0 / 129       |   | = 6è | Extraparlamentari |

### Eleccions locals
De la mateixa manera, amb la fundació del partit fins a 11 regidors del SNP van passar-se a l'Alba, però a les eleccions de 2022 cap dels 13 que mantenien llavors va poder ser reelegit. A posteriori, mantenen dos regidors, Chris Cullen i Karl Rosie, que van passar del SNP al partit al 2023 i 2024 respectivament.
| Any  | Vots   | Vots | Vots | Regidors  | ±  | Consells |
| Any  | Vots   | %    | Pos. | Regidors  | ±  | Consells |
| ---- | ------ | ---- | ---- | --------- | -- | -------- |
| 2022 | 12,335 | 0.7  | = 7è | 0 / 1.227 | 13 | 0 / 32   |